# Nicușor Lușneac
Nicușor Lușneac (* 7. März 1989 in Galați) ist ein rumänischer Eishockeyspieler, der seit 2017 erneut bei Steaua Bukarest in der rumänischen Eishockeyliga unter Vertrag steht.

## Karriere

### Club
Nicușor Lușneac begann seine Karriere CSM Dunărea Galați, für den er bereits als 16-Jähriger in der rumänischen Eishockeyliga debütierte. Von 2008 an spielte er bei Steaua Bukarest, mit dem er 2008 und 2011 den rumänischen Eishockeypokal gewann, sowohl in der rumänischen Eishockeyliga als auch 2008/09 und von 2010 bis 2012 in der multinationalen MOL Liga. Nachdem er zu Beginn der Spielzeit 2016/17 dort nicht mehr zu Einsätzen gekommen war, verließ er den Hauptstadtklub im Januar 2017 und kehrte in seine Geburtsstadt zurück, wo er beim CSM Dunărea die Saison beendete. Anschließend kehrte er nach Bukarest zurück.

### International
Lușneac spielte bereits im Juniorenbereich für Rumänien: 2006 nahm er an der Division III der U18-Weltmeisterschaften teil, als der Aufstieg in die Division II gelang, in der er dann 2007 auf dem Eis stand. Bei den U20-Weltmeisterschaften spielte er 2007, 2008 und 2009 ebenfalls jeweils in der Division II.
Sein Debüt in der Herren-Nationalmannschaft gab Lușneac bei der Olympiaqualifikation für die Winterspiele in Vancouver 2010, bei der die Rumänen jedoch bereits in der ersten Runde beim Turnier im polnischen Sanok im November 2008 mit drei klaren Niederlagen ausschieden. Zu seinem ersten Weltmeisterschaftsturnier kam er erst 2014 in der Division I, als die Mannschaft abstieg. Bei der Weltmeisterschaft 2017 kam er in der Division II erneut zum Einsatz und errang den Aufstieg in die Division I. Zudem vertrat er seine Farben auch bei der Olympiaqualifikation für die Winterspiele in Pyeongchang 2018, als aber ebenfalls nicht die entscheidende Qualifikationsstufe erreicht werden konnte.

## Erfolge und Auszeichnungen
- 2006 Aufstieg in die Division II bei der U18-Weltmeisterschaft der Division III
- 2008 Rumänischer Pokalsieger mit Steaua Bukarest
- 2011 Rumänischer Pokalsieger mit Steaua Bukarest
- 2017 Aufstieg in die Division I, Gruppe B, bei der Weltmeisterschaft der Division II, Gruppe A

## MOL-Liga-Statistik
(Stand: Ende der Saison 2016/17)